# Marylandi Köztársaság
A Marylandi Köztársaság (angolul: Republic of Maryland, egyéb elnevezései Marylandi Független Állam vagyis Independent State of Maryland) 1834 és 1857 között létezett nyugat-afrikai állam, amit Libériához hasonlóan az Amerikai Egyesült Államokból és a Karib-térségből származó részben felszabadított színesbőrű rabszolgák alapítottak. A köztársaság tulajdonképpen a Marylandi Kolonizációs Társaság kliensállama volt, amely a szervezet érdekeit volt hivatott képviselni a térségben. 1834-től de facto önállónak számított a helyi telep, majd egy 1853-ban tartott népszavazást követően 1854-ben hivatalosan is deklarálta a függetlenségét. Fővárosa a társaság által alapított Harper volt.

## Előzmények
Az amerikai társadalom azon részét, amely támogatta a rabszolgaságot és abból származott gazdasági ereje, komoly aggodalommal töltötte el, hogy Haitin az ottani rabszolgák sikeres forradalommal kivívták a függetlenségüket. A déli államok attól tartottak, hogy akár náluk is egy hasonló fordulat következhet be.
A 19. század első évtizedeiben az abolicionista mozgalom tagjai és a rabszolgatartók is együttműködtek egy ún. repatriációs programban, amely felszabadított rabszolgák hazatelepítését célozta az afrikai kontinensre az Egyesült Államokból. A britek hasonló eljárást folytattak gyarmataikon, így alapították meg Freetownt a közeli Sierra Leonéban. A valóságban viszont az amerikai rabszolgatartók és politikusok egy része így akarta elkerülni, hogy a felszabadított rabszolgák integrációjával foglalkozzon.
Az Amerikai Kolonizációs Társaság vezetésével az Afrikába történő visszatelepítések 1816-ben vették kezdetüket. Az egykori rabszolgák nagy többsége, akiknek már felmenőik is több generáció óta az amerikai kontinensen éltek, nem lelkesedtek az ötletért és inkább csak kényszerből, perspektívák híján fogadták el a Nyugat-Afrikába történő kitelepülés ajánlatát. A Bors-partra költöztetett amerikai telepesek csak rettenetes áldozatok árán tudtak alkalmazkodni az új környezethez, zömük már az első években meghalt, a Társaság ennek ellenére további ezreket vitt ki a távoli kontinensre.
A Bors-parton aztán több telepet is létrehoztak, amelyeket amerikai településekről neveztek el. Az egyik ilyen telepből jött létre Monrovia, Libéria későbbi fővárosa.

### A Marylandi Kolonizációs Társaság
A korábban rabszolgatartó Maryland államban az amerikai függetlenségi háború után elkezdték felszabadítani a fekete rabszolgákat. 1810-re az állam fekete lakosságának 30%-a szabad ember volt, sőt a számuk tovább emelkedett.
A Marylandi Kolonizációs Társaság eredetileg az Amerikai Társaság részét képezte, amely saját, önálló érdekeltségek létesítésére törekedett Afrikában. A társaság Maryland állam törvényhozásától is kapott támogatást, amely egy 26 éves program keretében 10 ezer dollárt különített el. A terv szerint 10 ezer amerikai és 400 karibi fekete rabszolga letelepítését kellett volna véghez vinnie a társaságnak, de sohasem sikerült a tervben megszabott számú fekete telepest letelepíteni Afrikában.

## A Cape Palmas kolónia
A Marylandi Társaság az amerikai társaság telepjeitől délebbre hozta létre Cape Palmas telepet 1834-ben. A kolónia egy apró sziklás félszigeten volt, a Hoffman folyó torkolatánál, a Cavalla folyótól nem messze, amely ma Libéria és Elefántcsontpart határfolyója.
A telepesek többsége felszabadított rabszolga vagy már szabadnak született fekete volt Maryland amerikai államból. 1834. február 12-én a kolóniát hivatalosan is Maryland-nek keresztelték el. Egyik első vezetője, a társaság által megbízott kormányzó, a félvér John Brown Russwurm volt, az Amerikai Kolonizációs Társaság egykori titkára, aki 1851-ben bekövetkezett haláláig irányította Marylandet. Ez idő alatt Russwurm igyekezett ösztönözni a további bevándorlást, valamint fejleszteni a mezőgazdaságot és kereskedelmet.
1838-ban az északra fekvő telepek egyesültek és 1847-ben megalakították az önálló Libériát. Marylandnek ekkoriban alig 1000 lakosa volt, ahol négy templom és hat iskola működött. A Marylandi Kolonizációs Társaság ennek ellenére fenn akarta tartani saját gyarmatát, így az nem egyesült Libériával, hanem 1841. február 2-ától autonómiát kapott a társaságtól, így amolyan félfüggetlen államként működött tovább. 1847-ben az Amerikai Egyesült Államok alkotmánya alapján saját alkotmánya lett az afrikai Marylandnek.

## A független Maryland
1854. május 29-én, miután egy népszavazással is megerősítésre került, Maryland kikiáltotta függetlenségét. A kormánya Harper városában székelt, területe a Grand Cess és San Pedro folyók közötti területet uralta.
Az állam azon nyomban végzetes helyzetben találta magát, mert háborúba bonyolódott az őslakos grebók és krúk helyi törzseivel, akik hatalmas túlerőt tettek ki. Mivel Maryland képtelen volt megvédeni magát, ezért Libériához fordult segítségért. Libéria elnöke, Joseph Jenkins Roberts elküldte milíciáit Marylandbe, akik a helyiek segítségével visszaverték az őslakosokat.
Ezt követően az állam újabb népszavazást tartott, amelyen polgárai a Libériával való egyesülés mellett álltak ki. Libéria 1857. április 6-án csatolta magához Marylandet. Az egykori állam ma Maryland megye néven Libéria közigazgatási egysége, s melynek székhelye ugyancsak Harper városa.

## Maryland vezetői
- James Hall (1834-1836)
- ifj. Oliver Holmes (1836)
- John Brown Russwurm (1836-1851)
- Samuel Ford McGill (1851-1854)
- William A. Prout (1854-1856)
- Boston Jenkins Drayton (1856-1857)